# Geoagiu

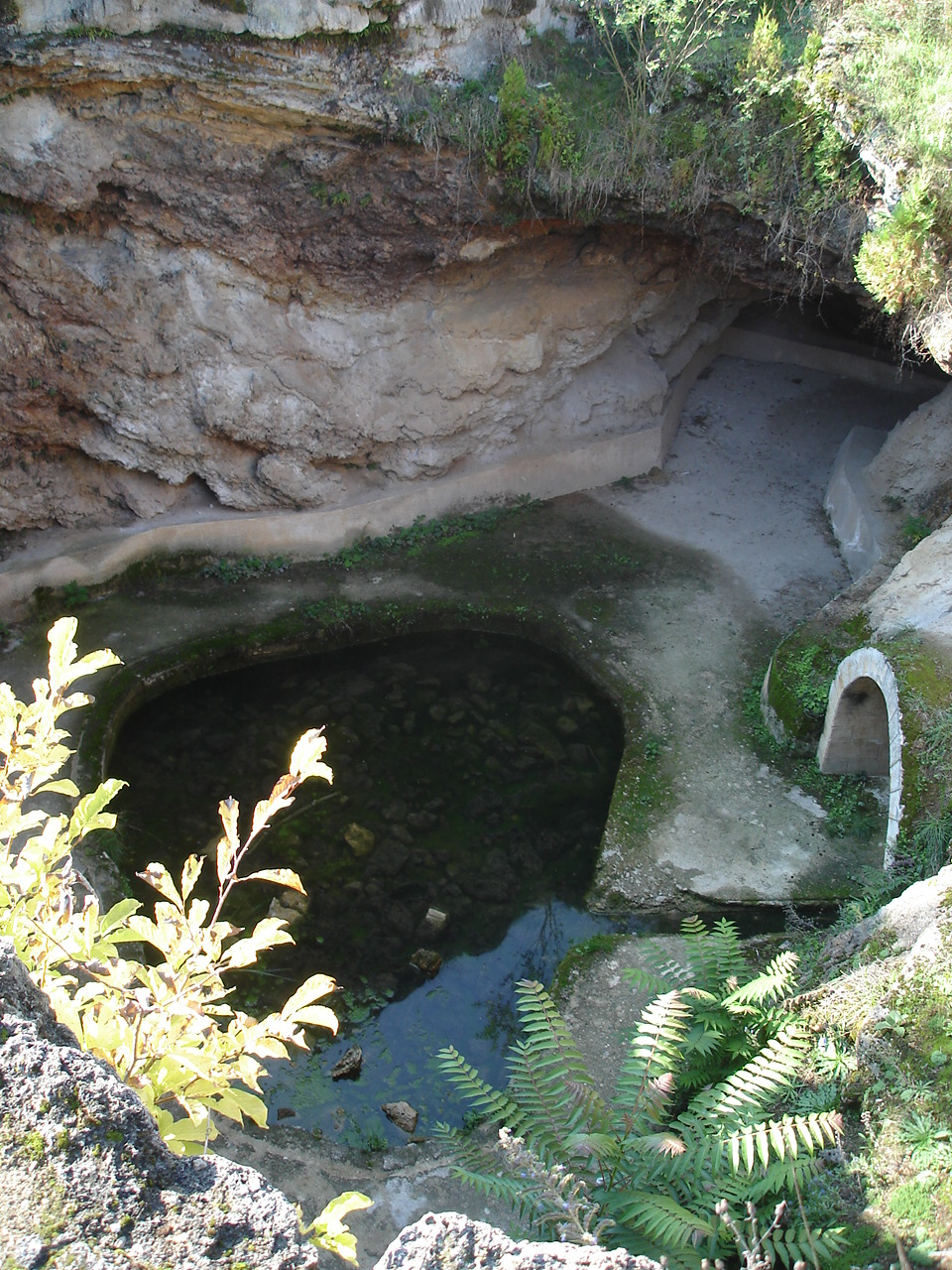
Römische Thermalquelle in Geoagiu (2007)

Geoagiu (ungarisch Algyógy, deutsch Gergesdorf) ist eine Kleinstadt in Rumänien im Kreis Hunedoara.

## Geografische Lage
Geoagiu liegt am Fluss Mureș (Mieresch) auf einer Höhe von 217 m. Der gleichnamige Fluss Geoagiu mündet dort in den Mureș. Eine Eisenbahnstrecke und die Kreisstraße (drum județean) DJ 705 verbinden Geoagiu mit der Europastraße 68. Die rumänische Autobahn A1 verläuft auf dem Gebiet der Kleinstadt.

## Geschichte
Die ersten Informationen über die Existenz der Ortschaft gehen in die Zeit der Daker im ersten Jahrtausend vor Christus zurück, da in der Gegend eine Reihe von entsprechenden archäologischen Entdeckungen gemacht wurden. Auf Grundlage von vielen historischen Theorien ist der Name der Festung Germisara, die nach der römischen Eroberung zu Anfang des 2. Jahrhunderts n. Chr. erbaut wurde, dakischer Herkunft. Das römische Hilfstruppenlager wurde auf einer älteren, dakischen Zitadelle errichtet.
Der Name Germisara bedeutet übersetzt Heißes Wasser (germi=Hitze, sara=Wasserfall) und weist auf die bereits den Dakern bekannten Thermalquellen in der Gegend hin, die von den Römern später genauer erforscht und erschlossen wurden.
Die erste urkundliche Erwähnung von Geoagiu erfolgte im Jahr 1291. Der Name wurde in einen Dokument benutzt, das an einem Grundstück in Binținți angrenzt (heute heißt das Dorf Aurel Vlaicu).
Zu Beginn des Jahres 1397 wurde Geoagiu Residenzstadt eines großen adligen Gutes. Der letzte Eigentümer des Gutes war János Corvin, der Sohn von Matthias Corvinus, dem das Land bis 1506 gehörte. Danach ging es in den Besitz des ungarischen Königs über. Ein Jahr später, am 5. Dezember 1507, wurde es Radu den Großen, Herrscher eines rumänischen Fürstentums, seine Frau Anca und ihren Sohn Vlad gestiftet. Während dieser Periode stieg die Bedeutung von Geoagiu; im Jahr 1510 erhielt die Stadt die Marktrechte, da sich dort eine Kurie, also die Heimstätte des Adligen, befand.
Von 1517 wurde es für 14 Jahre Eigentum des rumänischen Fürsten Neagoe Basarab; er ließ den Ort durch die von ihm berufenen Adeligen Horvat und Cioara verwalten.
Im Jahr 1531 säkularisierte König Johann Zápolya den klösterlichen Besitz Geoagius. Zusammen mit 18 Dörfern in der Umgebung stiftete er den Ort mit seinem Herrschersitz in der Mitte seinem ergebensten Armeeführer Kún Kocsárd.
Nach der Vereinigung mit Rumänien am 1. Dezember 1918 wurden die ehemaligen adligen Besitztümer und einige angrenzende Landstriche zu einem ländlichen Bezirk Geoagiu geformt.
Im Juni 2001 wurde Geoagiu als erster Ort Rumäniens im neuen Jahrtausend offiziell zur Stadt erhoben.
Die Stadt hat ungefähr 3000 Einwohner, mit den umliegenden eingemeindeten Dörfern sind es etwa 5000.

## Wirtschaft
Die Stadt erzielt ihre Einnahmen durch die Produktion landwirtschaftlicher Erzeugnisse und durch den Tourismus.

## Sehenswürdigkeiten
- Ruinen des römischen Kastell Cigmău westlich der Stadt an der Grenze zum eingemeindeten Dorf Cigmău
- Eine alte römische Straße von Geoagiu nach Geoagiu-Băi
- Eine römische Thermalquelle in Geoagiu-Băi, die durch eine Wasserleitung aus Terracotta mit dem Schloss verbunden war
- Der Natau-See ist ein Paradies für Angler. Der Gipfel auf einem angrenzenden Hügel des Sees ist ein hervorragender Aussichtspunkt.
- Kirchen: Die Kirche von Bozeș aus dem 15. Jahrhundert, die christliche Paleo-Kirche aus dem 12. Jahrhundert und die Stadtkirche Geoagiu aus dem 15. Jahrhundert